# Ivan Ivanišević
Ivan Ivanišević, cyr. Иван Иванишевић (ur. 23 listopada 1977) – serbski szachista, arcymistrz od 2000 roku.

## Kariera szachowa
W drugiej połowie lat 90. XX wieku awansował do czołówki jugosłowiańskich szachistów. Wielokrotnie startował w finałach indywidualnych mistrzostw Jugosławii, trzykrotnie (1997, 1998, 2000) zdobywając brązowe medale. W 2008 r. zdobył w Mataruškiej Banji złoty medal mistrzostw Serbii, w następnym roku broniąc tytułu w Kragujevcu. W 2011 r. zdobył w Podgoricy tytuł indywidualnego mistrza państw bałkańskich.
Wielokrotnie startował w turniejach międzynarodowych, sukcesy odnosząc w latach:
- 1999 – I m. w Lazarevcu,
- 2000 – dz. II m. w Elgoibarze (za Olegiem Korniejewem, wspólnie z Danielem Camporą, Władimirem Georgijewem i Salvadorem Gabrielem Del Río Angelisem),
- 2001 – I m. w Interlaken, II m. w Trebinje (za Miodragiem Saviciem), dz. II m. w Obrenovacu (za Dejanem Anticiem, wspólnie m.in. z Miodragiem Saviciem),
- 2003 – dz. I m. w Badalonie (wspólnie z Wiktorem Moskalenko),
- 2004 – dz. I m. w Lublanie (wspólnie m.in. z Mladenem Palacem, Bojanem Kurajicą, Robertem Zelciciem i Zdenko Kożulem),
- 2005 – dz. I m. w Malakoffie (wspólnie z Wadimem Małachatko), dz. I m. w Barze (wspólnie z Branko Damljanoviciem), dz. I m. w Lublanie (wspólnie m.in. z Aleksandarem Kovaceviciem, Nenadem Fercecem(inne języki) i Ognjenem Jovaniciem), dz. II m. w Lorcy (za Renierem Vazquezem, wspólnie z Kevinem Spraggettem i Ibragimem Chamrakułowem)
- 2006 – I m. we Vršacu (memoriał Borislava Kosticia), II m. w Cannes (wspólnie z Manuelem Apicellą), dz. II m. w Belgradzie (za Milosem Perunoviciem(inne języki), wspólnie m.in. z Bojanem Vuckoviciem(inne języki) i Igorem Miladinoviciem),
- 2007 – I m. w Kavali, dz. I m. w Novej Goricy (wspólnie z Olegiem Korniejewem), II m. w Županji (za Nikola Sedlakiem),
- 2008 – dz. II m. w openie w Biel (za Władimirem Biełowem, wspólnie z Borysem Graczewem, Borysem Awruchem, Leonidem Kritzem, Falko Bindrichem, Christianem Bauerem i Sebastienem Maze).
- 2014 – dz. I m. w Petersburgu (memoriał Michaiła Czigorina, wspólnie z Iwanem Bukawszynem)[3],
- 2015 – I m. w Skopje[4], dz. I m. w Dubaju (wspólnie m.in. z Draganem Šolakiem)[5].

Wielokrotnie reprezentował Jugosławię, Serbię i Czarnogórę oraz Serbię w turniejach drużynowych, m.in.:
- siedmiokrotnie na olimpiadach szachowych (w latach 1998, 2000, 2002, 2008, 2010, 2012, 2014)[6],
- ośmiokrotnie na drużynowych mistrzostwach Europy (w latach 1999, 2001, 2003, 2005, 2007, 2009, 2011, 2013); medalista: indywidualnie – brązowy (2001 – na III szachownicy)[7].

Najwyższy ranking w dotychczasowej karierze osiągnął 1 lipca 2008 r., z wynikiem 2664 punktów zajmował wówczas 57. miejsce na świecie oraz 1. wśród serbskich szachistów.